# Xenophoridae

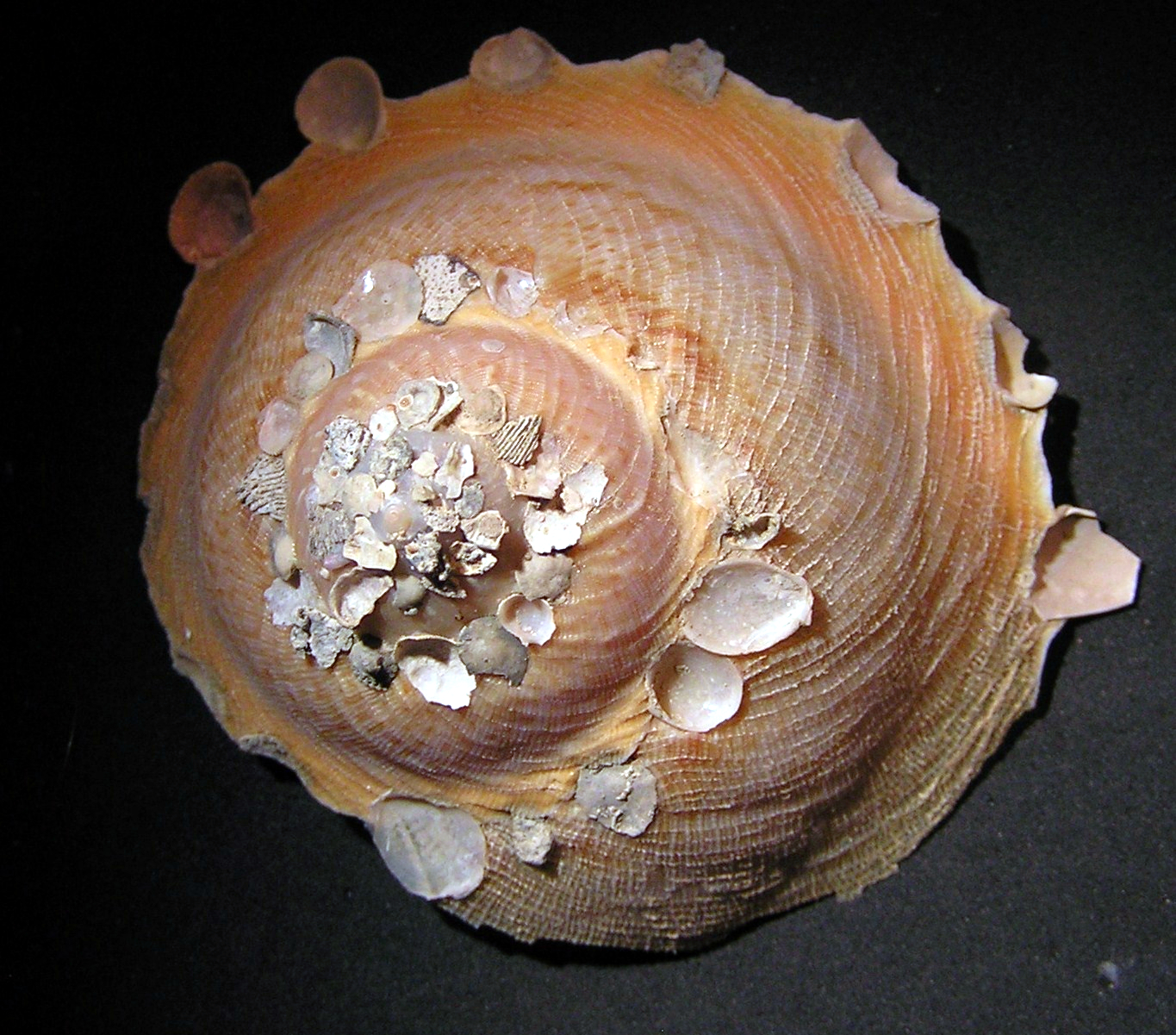
Stellaria chinensis

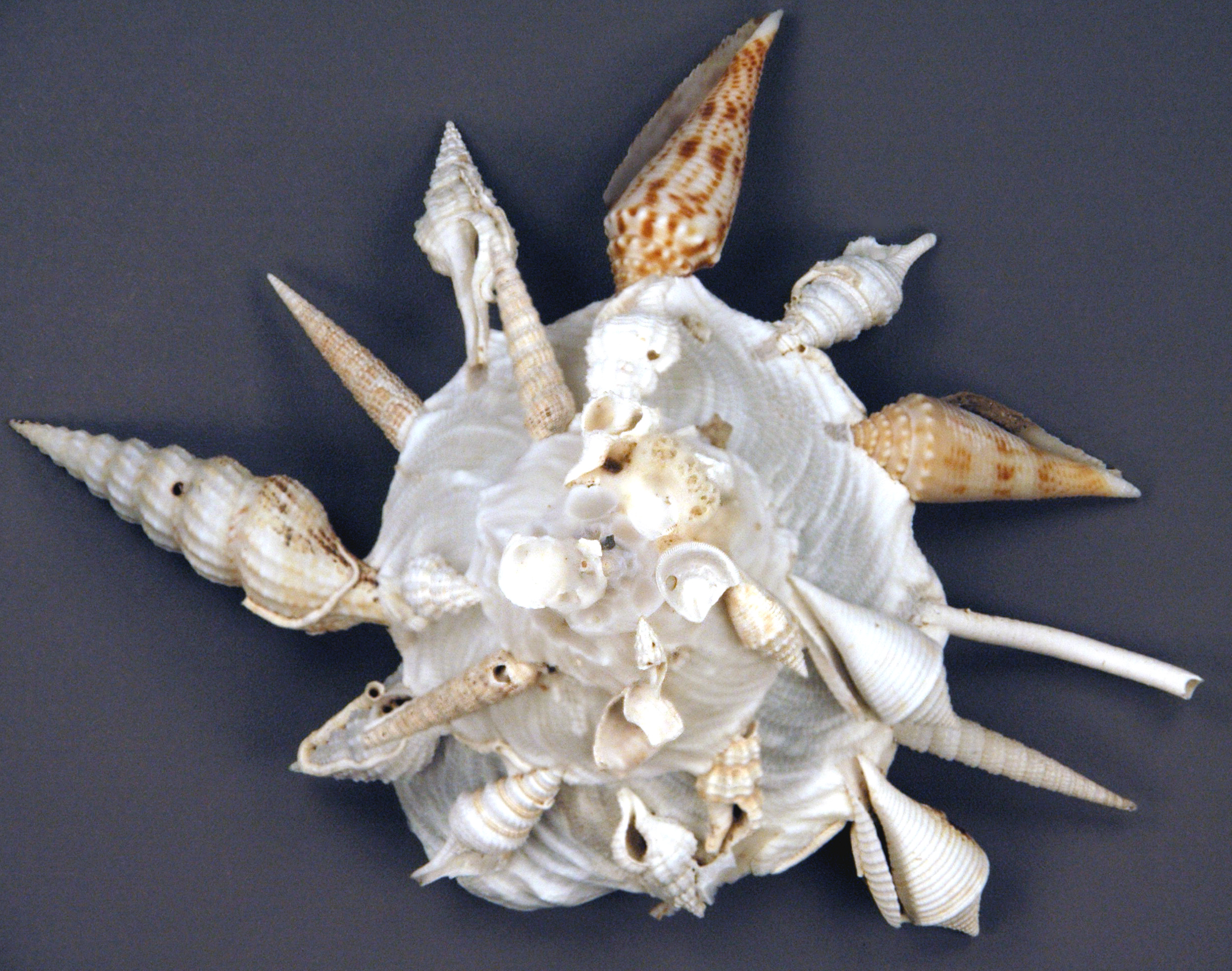
Xenophora pallidul

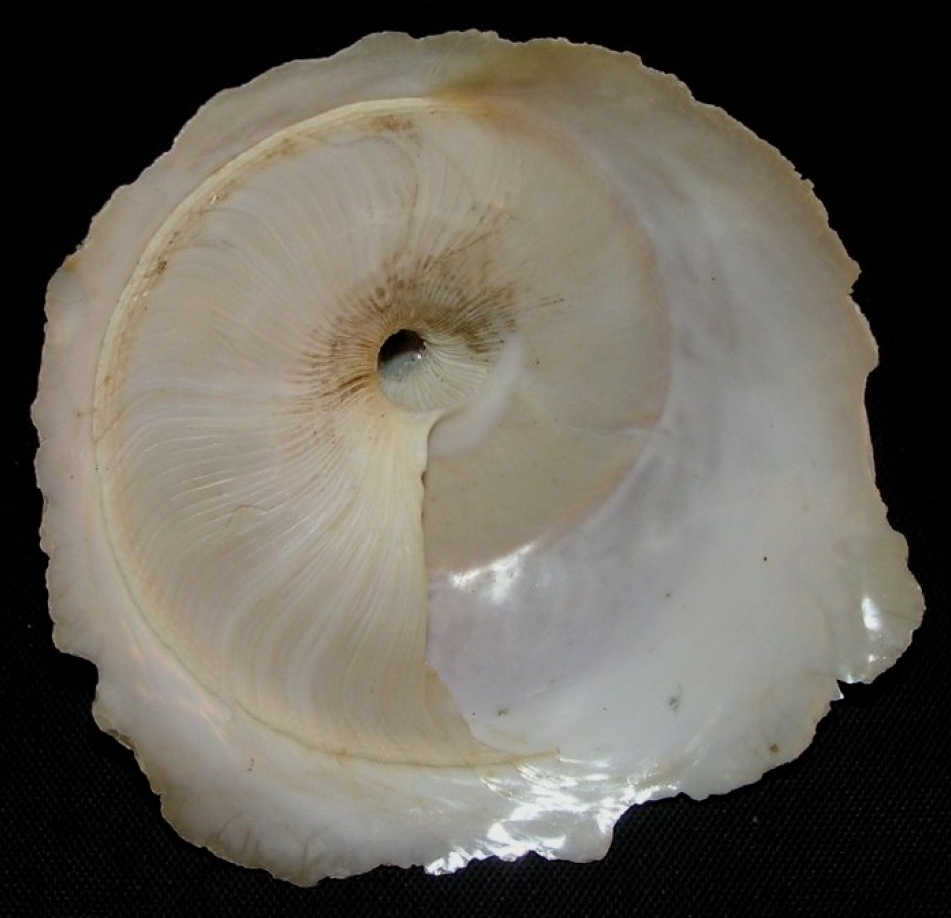
Onustus indicus

Xenophoridae Troschel, 1852 (1840) è una famiglia di molluschi gasteropodi appartenenti all'ordine Littorinimorpha.

## Distribuzione e habitat
Vivono su fondali fangosi e sabbiosi. Sono diffusi in tutti gli oceani.

## Descrizione
La conchiglia è conica, larga alla base; la radula è corta. Una particolarità di molte specie di questa famiglia è che attaccano alla propria conchiglia detriti e conchiglie più piccole, probabilmente per nascondersi dai predatori; le specie che vivono in acque profonde sono meno camuffate.

## Biologia

### Comportamento
Questi molluschi si muovono "saltando": usano il piede per innalzare la conchiglia e lanciarsi in avanti. Spesso l'opercolo è utilizzato per ancorarsi e per spingersi durante il movimento.

### Alimentazione
Si nutrono di alghe e foraminiferi che trovano sul fondale, nei detriti.

## Tassonomia
Comprende tre generi:
- Onustus Swainson, 1840
- Stellaria Möller, 1832
- Xenophora Fischer von Waldheim, 1807